# Sevilla Linces
Sevilla Linces (o Linces de Sevilla), es un equipo de fútbol americano de la ciudad de Sevilla, Andalucía (España).

## Historia
Los Sevilla Linces nacieron en 1992 de la mano de tres aficionados a este deporte (Antonio Cornejo Dueñas, Santiago Vega García y Basilio Parrado Parrado) que se reunieron en respuesta a un anuncio aparecido en la extinta revista 100 Yardas con la única intención de practicar fútbol americano.
Poco a poco este pequeño grupo de aficionados que se reunió en el parque a practicar su deporte favorito se fue planteando la idea de trabajar firmemente en hacer llegar el fútbol americano a la ciudad de Sevilla. Fruto de su esfuerzo nace el 14 de septiembre de 1992 los Sevilla Linces y con ellos el fútbol americano en Andalucía.
Los esfuerzos se centraron desde el primer momento en preparar al equipo para la disputa de su primer partido. Para ello se contrataron los servicios del entrenador italiano Alfonso Genchi y el 14 de mayo de 1993 las I.D. La Cartuja de Sevilla albergó el primer partido de fútbol americano en la historia de Andalucía. En aquel partido, los Linces derrotaron a Cádiz Corsarios por 24-8.
A partir de ese momento el equipo sevillano centró todos sus esfuerzos en unirse a la élite del fútbol americano español, preparándose a conciencia para su participación tanto en la 2ª división nacional como en la Copa de España, donde tuvo el honor de ser el primer equipo andaluz en entrar en competición, enfrentándose a Terrassa Reds el 13 de octubre de 1996. Los Reds ganaron ese partido por 32-14.
A pesar de la derrota el equipo sevillano continuó trabajando duro para unirse a los mejores. El camino no fue fácil y a pesar de escapársele en dos ocasiones el ascenso a la máxima categoría, una vez en la final de la Liga Nacional de 2ª División de 1997, donde cayeron derrotados frente a Granollers Fénix y posteriormente en el partido de promoción que les enfrentó en 1998 contra Zaragoza Lions, el ascenso llegó de la manera más inesperada: al renunciar en 1999 un equipo a su plaza en la máxima categoría.
1999 fue, por lo tanto, el año del debut de Sevilla Linces en la Liga Nacional de Fútbol Americano (LNFA), convirtiéndose, junto a Granada Sarracenos, que también obtuvieron esa temporada el ascenso, en los primeros equipos andaluces en participar en la máxima competición nacional. Desde entonces los Linces han participado en la LNFA de manera continuada, disputando la temporada 2004 su primer partido de playoffs por el título, frente a Pioners de L'Hospitalet, siendo derrotados.
Tras la modificarse el sistema de competición en la temporada 2011-12, los Linces lucharon en los playoffs de la LNFA  contra el equipo madrileño de Las Rozas Black Demons,por un puesto en la LNFA Élite, no siendo posible integrarse en la nueva máxima categoría nacional.
Con la llegada de la FEFA y debido a los problemas económicos y administrativos del equipo decidió no  participar en la liga nacional limitándose a competir en la Liga Andaluza. 
Sería en la temporada 2014/15 con la puesta en marcha por parte de FEFA de la Serie C de la LNFA cuando Linces regresó a la competición nacional encuadrandose en la Conferencia Andaluza junto a Almeria Barbarians, Córdoba Golden Bulls y Fuengirola Potros.Esa temporada finalizó en la tercera posición.
En la temporada 2019/2020, se hace cargo del club Fran Rivero, que junto a Alfonso Chico, organizan un proyecto a 5 años para el resurgir del equipo. En su primera temporada consiguen un 4-2 en Liga andaluza, clasificando al equipo para playoffs, no jugándose estos debido a la pandemia mundial por Covid-19.
En la temporada 2020/2021, el equipo da el salto a Liga Nacional Serie B, siendo una temporada marcada por la pandemia de Covid-19 consiguiendo un 1-5, pero afianzando el proyecto en Liga Nacional.

## Récord por temporadas
- En 2005 se obtuvo un récord de 2-8, con un diferencial de puntos de -195.
- En 2006 se obtuvo un récord de 2-5, con un diferencial de puntos de -87.
- En 2007 se obtuvo un récord de 1-6, con un diferencial de puntos de -198.
- En 2008 se obtuvo un récord de 1-7, con un diferencial de puntos de -187.y a pesar de que se produjo un triple empate junto con Granada lions y Marbella Suns. En un gran partido, Lions ganó 36 a 21 a Suns y se clasificó para dicha final, que perdería frente a Sevilla Linces 18 a 0 ganando Sevilla linces la Liga Andaluza.
- En 2009 se obtuvo un récord de 3-6, con un diferencial de puntos de -65.
- En 2010 los Sevilla Linces ganaron le Liga Andaluza contra Granada Lions.
- En 2019 se obtuvo un récord de 4-2, en Liga Andaluza, clasificado para playoffs.
- 2020 se obtuvo un récord de 1-5, Liga Nacional Serie B.

## Uniforme
Los colores representativos del club son el morado, el amarillo y el blanco, distribuidos de la siguiente manera:
- Casco de color morado con la máscara amarilla.
- Camiseta de color morado con números amarillos. La segunda camiseta es blanca con los números morados.
- Pantalón morado.
- Medias moradas.

## Entrenadores
- Alfonso Genchi (1993).
- Alfonso Chico (1996).
- David González (2000).
- J.A. "Fali" Ascasibar (2004).
- José Luis Corrochano (2007).
- Antonio Laguna (2009).
- Sergio González (2010).
- Orlando Pantoja (2011).
- Raúl Laguna / Antonio Garrido (2012).
- Jesús Miguel Palos (2014).
- Raúl Laguna (2016).
- David González (2017).
- Alfonso Chico (2019).

## Jugadores destacados

### Nacionales
- Manuel Fernández, selección española absoluta (1994).
- Antonio Laguna, selección española absoluta (2003).
- Sergio Forte, selección española absoluta (2003).
- Antonio Ferro, selección española júnior (2004).
- Alexis Harrelson, selección española júnior (2006).
- Antonio Coleman, selección española júnior (2008).
- Juan Carlos García, selección española júnior (2010).
- Jairo Camacho, selección española júnior (2010).
- Francisco J.García, selección española absoluta(2003).
- Manuel Carmona, selección española absoluta (2003).
- Alfredo Mattei, selección española absoluta (2003).

### Extranjeros
- Cameron Scripture, procedente de Gustavus Adolphus Golden Gusties (2000).
- Alejandro Garay, procedente de ITESM CCM Borregos Salvajes (2001).
- Gerardo Torrado, procedente de UDLA Aztecas (2001).
- Manuel Herrera, procedente de UDLA Aztecas (2001).
- Ezra Valencia, procedente de  UDLA Aztecas (2002).
- Oscar Vaca, procedente de CGP Centinelas (2002).
- Sean Michael Moore, procedente de Princeton Tigers (2002).
- Andre Warner, procedente de Hopkins School Hilltoppers (2003).
- Marco Mantovani, procedente de Ferrara Aquile (2003).
- Michele Ventorre, procedente de Ferrara Aquile (2003).
- Jorge Sánchez, procedente de UDLA Aztecas (2005).
- Mark Pituch, procedente de Grinnell Pioneers (2005).
- Matteo Bigliardi, procedente de Bologna Warriors (2005).
- Paolo Arcilesi, procedente de Palermo Corsari (2005).
- Thomas Griette, procedente de La Courneuve Flash (2005).
- Julio Aaron Villaseñor Aguilar Linces UVM Campus Lomas Verdes(2006).
- Pablo Hernández, procedente de Naucalpan Perros Negros (2006).
- Edward Ramírez, Procedente de Valley Highschool,Las Vegas (2007).
- Colten Crist, procedente de Smithson Valley HS Rangers (2008).
- Ryan Baxter, procedente de Highland Park HS Scots (2008).
- Álex Garfio, procedente de UC Davis Aggies (2009).
- Cameron Martin, procedente de Millard North HS Mustangs (2009).
- Sergio González, procedente de UDLA Aztecas (2009).
- Ricky Koons , Procedente de St. Louis (2010).
- James Fortune, procedente de Hall High School (2011)